# Samuel Michna
Samuel Michna (?-1711) byl český františkán a teolog. Pocházel z Moravy.
Působil jako učitel na klášterních františkánských studiích připravujících řádové kleriky a nedávno vysvěcené kněze na duchovní pastýřskou službu. Jako lektor teologie takto působil v roce 1702 v blíže neznámém konventu, snad v Kadani, jak se dovídáme ze zápisků z jeho přednášek z moralistky s obligátním názvem Tractatus de actibus humanis. Později působil jako lektor na generálních teologických studiích františkánů u P. Marie Sněžné v Praze, jež přes titul „generálních“ nespolupracovala na rozdíl od místních minoritů s pražskou univerzitou neměla tak právo udělovat akademické tituly. Na pražské františkánské škole působil Michna přinejmenším v roce 1710, kdy byl na řádové kapitule slavené zrovna též v Praze jmenován členem provinčního definitoria (definitorem). Lektorem pražských řeholních studií zůstal Michna až do své smrti 5. března 1711. Jeho bohoslovecké učebnice a příručky však používali další studenti i po jeho smrti, jak dokládá rukopisné Kompendium teologie, které Samuel Michna napsal se svým spolubratrem Castulem Martinem a blíže neznámými písaři (studenty?) bylo přepsáno v roce 1718.